# Tatay Sándor (lelkész)
Tatay Sándor (Sárbogárd, 1785 körül – Debrecen, 1819. június 9.) református lelkész.

## Élete
Bogárdi (Fejér megye) származású. Debrecenben tanult és 1801-ben lépett a felső osztályba, 1810-ben főiskolai senior volt. 1811 augusztusában időközi tanár lett Debrecenben, ahol történelmet, latin és görög irodalmat tanított; a főiskolai könyvtár igazgatója is volt. 1813. március 2-án megerősítették debreceni papságában. 1813 októberében a tanárságról lemondott és papi hivatalát elfoglalta. 1819 júniusában hunyt el szárazbetegségben.
Latin költeményei vannak a Carmina... archiduci Austriae Carolo Ludovico... Debrecini, 1807. (Többek költeményével) és Carmina Ludovico Rhédei... die 18. Martii 1808. Debreczini c. gyűjteményes munkákban.
1805. július 18-án, midőn József nádor Debrecent meglátogatta, szintén írt tiszteletére latin verset; különben a Magyar Kurir szerint magyar versei kinyomattak és prédikációi kéziratban maradtak.